# 1923년 전국체육대회 개막식
1923년 전국체육대회 개막식은 일제강점기 조선 경기도 경성부에서 개최된 1923년 전국체육대회의 개막식이다. 1923년 5월 17일, 1923년 10월 15일, 1923년 11월 21일에 배재고등보통학교 운동장, 휘문고등보통학교 운동장에서 진행되었다. 1923년 전국체육대회는 종목별 대회가 별도로 개최되었기 때문에 개막식은 각 종목별로 따로 진행되었다.

## 개막식

### 야구

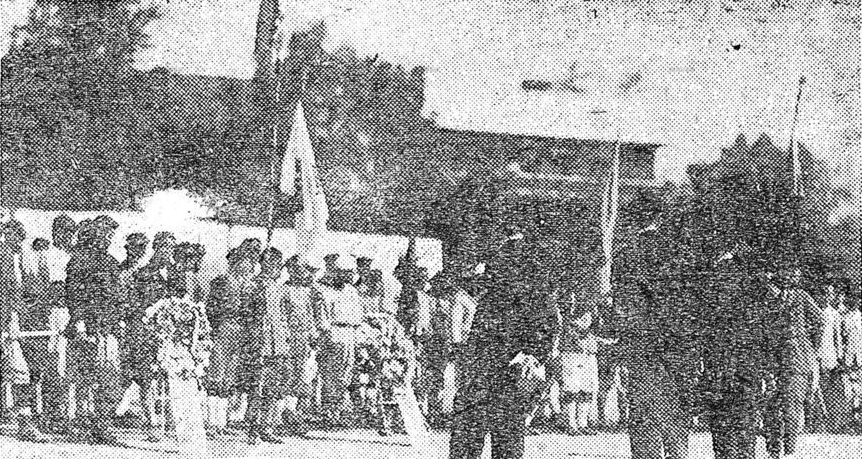
1923년 5월 17일에 진행된 개막식

야구 종목에 참가하는 선수단은 1923년 5월 17일 8시 30분에 휘문고등보통학교 악대를 선두로 하고 조선체육회 사무실부터 출발하여 안국동, 종로, 을지로를 지나 대한문을 거쳐 배재고등보통학교 운동장까지 시가 행진을 진행했다. 선수단 입장식이 진행된 후 조선체육회 회장인 고원훈의 개회사와 시구식이 진행되었다.

### 정구

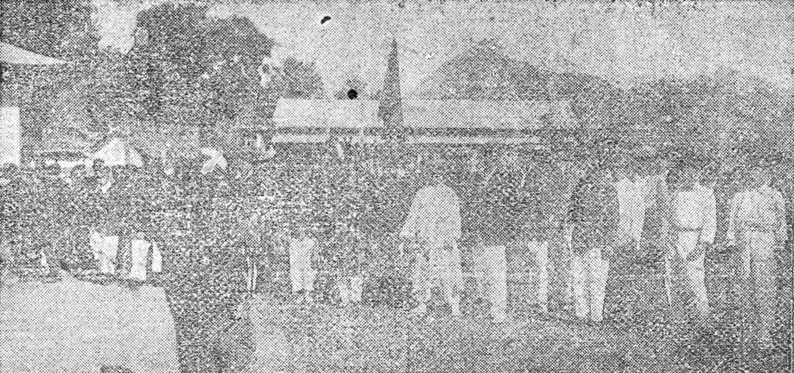
1923년 10월 15일에 진행된 개막식

정구 종목에 참가하는 선수단은 1923년 10월 15일 7시 30분에 조선체육회 사무실에 모여 악대를 선두로 휘문고등보통학교 운동장으로 시가 행진을 진행한 후 선수단 입장식을 진행했다.

### 축구

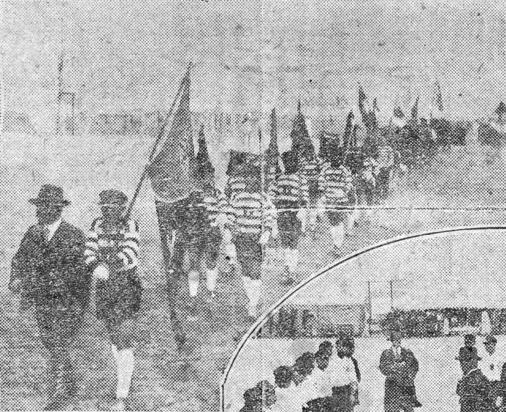
1923년 11월 21일에 진행된 개막식

축구 종목 개막식은 1923년 11월 21일 10시 15분부터 휘문고등보통학교 운동장에서 진행되었다. 대화 악대의 음악소리에 맞춰 학생 선수단이 각 학교를 상징하는 교기를 들고 경기장에 입장하는 선수단 입장식이 진행된 후, 조선체육회 회장인 고원훈의 개회사가 진행되었다. 전년도 대회를 우승한 선수단으로부터 조선체육회 측으로 우승기를 반환하는 우승기 반환식이 진행되었다.

## 참고 문헌
- “대한체육회 국내종합경기대회”. 대한체육회.
- “제4회 전국체육대회”. 대한체육회.
- 《대한체육회 50년》. 대한체육회. 1970. 2020년 11월 8일에 원본 문서에서 보존된 문서. 2022년 11월 5일에 확인함.
- 《대한체육회 70년사》. 대한체육회. 1990. 2020년 11월 8일에 원본 문서에서 보존된 문서. 2022년 11월 5일에 확인함.
- 《대한체육회 90년사》. 대한체육회. 2011. 2020년 11월 8일에 원본 문서에서 보존된 문서. 2022년 11월 5일에 확인함.
- 대한체육회 100주년 기념사업부 (2020). 《대한민국 체육 100년》. 대한체육회.
- 《대한민국 체육 100년 Ⅰ 통사 (민족과 함께 한 대한민국 체육 100년)》. 대한체육회. 2020.
- 《대한민국 체육 100년 Ⅱ 민족의 구심체, 조선체육회 (1920~1945)》. 대한체육회. 2020.
- 《대한민국 체육 100년 Ⅲ 세계를 향한 도전 (1945~1980)》. 대한체육회. 2020.
- 《대한민국 체육 100년 Ⅳ 스포츠로 꽃피운 대한민국 (1981~2000)》. 대한체육회. 2020.
- 《대한민국 체육 100년 Ⅴ 스포츠강국을 넘어 선진국으로(2001~2020)》. 대한체육회. 2020.

## 같이 보기
- 1923년 전국체육대회
- 1923년 전국체육대회 폐막식